# Stefan Stratil
Stefan Stratil (* 24. November 1963 in Wien) ist ein österreichischer Filmregisseur, Zeichner und Judoka. Er beschäftigt sich mit Animations-Kurzfilmen und arbeitet an Musikvideos, Illustrationen und Comics.

## Leben
Stefan Stratil studierte in den 1980er Jahren an der Hochschule für angewandte Kunst Wien in Maria Lassnigs Meisterklasse für experimentelles Gestalten. Dort lernte er Malerei und, im von Hubert Sielecki geleiteten Studio für experimentellen Trickfilm, Animationsfilmtechniken. In den 1980er Jahren startete Stratil seine künstlerische Karriere in einem Umfeld, das stark von Punk, New Wave und dem Ligne-claire-Zeichenstil geprägt war. Seine persönliche Entwicklung wurde von regelmäßigen Aufenthalten in Japan, wo er sich zu Judo-Trainings aufhielt, und in Brasilien geprägt.
Stratil war seit jungen Jahren im Judosport aktiv. Bei den österreichischen Judo-Juniormeisterschaften 1981 gewann er Bronze in der Gewichtsklasse U78, im darauffolgenden Jahr Gold. In weiterer Folge nahm er viermal an den nationalen Judo-Meisterschaften teil (Gewichtsklasse U86). Hierbei errang er 1985 und 1986 die Bronzemedaille, 1987 die Silbermedaille und 1989 die Goldmedaille.
Seit 2004 ist Stratil Obmann von Asifa Austria.

## Werk

### Überblick
Stratil schuf als Regisseur mehrere Animationskurzfilme. In seiner politisch motivierten Zeichenanimation Prometheus (1983) thematisierte er den Kampf gegen die herrschende Klasse in fiktiver Weise, wobei ähnlich wie bei George Orwells 1984 ein Happy End für den Protagonisten ausbleibt. In Kooperation mit Bady Minck entwickelt Stefan Stratil den Animationsfilm Der Mensch mit den modernen Nerven (1988). Darin wird der Zwiespalt zwischen Körper und Seele thematisiert, indem der geistige Höhenflug des Protagonisten im Gegensatz zu seiner körperlichen Einschränkung – seinem gebrochenen Bein – steht. Der im Jahr 2002 erschienene Kurzfilm I'm a Star! ist inspiriert durch die Person Frank Sinatra. In einem rauschartigen Zustand wird die einsame Welt des Protagonisten zwischen Alkohol, Zigaretten, leeren Hotelkorridoren und der fatalen Liebe zu Ava Gardner dargestellt. Eingerahmt durch die Musik von Louie Austen wird die Animation eines Comic-Strips mit unterschiedlichen filmischen Techniken in Szene gesetzt. Von abstrakten Zeichnungen bis zu Schwarz-weiß-Fotografien bedient sich Stefan Stratil diverser Darstellungsmethoden, um die verzerrte Wirklichkeit der Hauptperson zu beschreiben. Stratils Kurzfilme wie Der Mensch mit den modernen Nerven und I'm a Star! wurden unter anderem bei den internationalen Filmfestspielen in Cannes, beim internationalen Filmfestival in Rotterdam, bei der Berlinale und beim Festival du Court-Métrage de Clermont-Ferrand gezeigt.
Stefan Stratils Werk umfasst des Weiteren neben einigen Musikvideos auch Zeichnungen, Illustrationen sowie einige Comics für österreichische und internationale Magazine. Für seine Arbeiten für die Werbeindustrie im Print- und Filmbereich wurde er vielfach ausgezeichnet. Unter anderem erhielt er mehrmals die Goldene Venus, die vom Art Directors Club of Austria verliehen wird.

### Filmografie

#### Kurzfilme
- 1983: Prometheus
- 1984: Ronald Dunck schlägt zurück
- 1986/94: The Secret of the Grey Matter
- 1988: Der Mensch mit den modernen Nerven
- 1992: Vivus Funeratus
- 2002: I’m a Star!

#### Musikvideos
Stefan Stratil produzierte folgende Musikvideos für Der Plan:
- 2004: Copyright Slavery
- 2004: Deutschland Bleiche Mutter
- 2004: Ulrike

#### Werbespots (Auswahl)
Stefan Stratil produzierte mehrere Werbespots, darunter:
- 1987: Tichy (GGK Wien/Tichy)
- 2000: Spacy – B-Free-Werbemaskottchen (Saatchi & Saatchi/Mobilkom Austria)
- 2003: Goldesel (Demner, Merlicek & Bergmann/Ö3)